# Hemicephalis grandirena
Hemicephalis grandirena är en fjärilsart som beskrevs av William Schaus 1915. Hemicephalis grandirena ingår i släktet Hemicephalis och familjen nattflyn. Inga underarter finns listade i Catalogue of Life.